# 字节码
位元組碼（英語：Bytecode）通常指的是已經經過編譯，但與特定機器碼無關，需要直譯器轉譯後才能成為機器碼的中間代碼。位元組碼通常不像源碼一樣可以讓人閱讀，而是編碼後的數值常量、引用、指令等構成的序列。
位元組碼主要為了實現特定軟體運行和軟體環境、與硬體環境無關。位元組碼的實現方式是通過編譯器和虛擬機器。編譯器將源碼編譯成位元組碼，特定平臺上的虛擬機器將位元組碼轉譯為可以直接執行的指令。位元組碼的典型應用為Java bytecode。